# نغوين فو ترونغ
نغوين فو ترونغ (بالفيتنامية: Nguyễn Phú Trọng) (14 أبريل 1944 – 19 يوليو 2024) هو سياسي فيتنامي شغل منصب رئيس فيتنام منذ 23 أكتوبر 2018 حتى 5 أبريل 2021. كما شغل منصب الأمين العام للحزب الشيوعي الفيتنامي، حيث انتخب لهذا المنصب في المؤتمر العام الحادي عشر للحزب عام 2011، وأعيد انتخابه في المؤتمر الثاني عشر العام للحزب عام 2016.
في 14 أبريل 2019، أصيب بغيبوبة نتيجة تعرضه لسكتة، لكن التقارير ذكرت أن حالته استقرت لاحقا.

## روابط خارجية
- نغوين فو ترونغ على موقع الموسوعة البريطانية (الإنجليزية)
- نغوين فو ترونغ على موقع مونزينجر (الألمانية)